# Aeroportul Olyokminsk
Aeroportul Olyokminsk (IATA: OLZ, ICAO: UEMO) este un aeroport din Iacutia, Rusia ce deservește zona Oliokminsk⁠(d). Aeroportul a fost tranzitat în 2017 de 33.653 de pasageri. A fost numit după zona deservită.
aeroportul dispune de o singură pistă.